# اقتصاد كوبا
يُعد اقتصاد كوبا اقتصادًا مُخططًا تُهيمن عليه الشركات التي تديرها الحكومة. تملك حكومة كوبا معظم الصناعات وتُشغلها، وتوظف الدولة معظم القوى العاملة. وعُقب انهيار الاتحاد السوفييتي عام 1991، شجع حزب الشيوعيين الحاكم في كوبا على تشكيل تعاونيات عمالية وأعمال حرة. وفي عام 2000، كانت نسبة التوظيف في القطاع العام 76% وفي القطاع الخاص (المؤلف بشكل رئيس من الأعمال الحرة) %23 وذلك مقارنة بمعدل عام 1981 الذي كان قدره 91% إلى 8%. يتطلب الاستثمار موافقة الحكومة ناهيك عن أنه مقيد. تضع الحكومة معظم الأسعار وحصص البضائع للمواطنين. في عام 2016، تربعت كوبا على المركز السادس والثمانين من بين 182 بلد بمؤشر تنمية بشرية قدره 0.775، فكان أعلى بكثير من مرتبة إجمالي الناتج المحلي الفردي (المركز الخامس والتسعين). وفي عام 2012، كان الدين العام للبلد مؤلفًا من 35.3% من إجمالي الناتج المحلي، وتضخم (لجنة السياسات الإنمائية) قدره 5.5%، وكان نمو إجمالي الناتج المحلي 3%. تعتبر تكاليف السكن والتنقلات منخفضة. يتلقى الكوبيون دعم الحكومة في مجال التعليم والرعاية الطبية والأغذية. حقق البلد توزيعًا للدخل أكثر عدلًا عقب الثورة الكوبية في الأعوام 1953-1959، وجاء من بعدها حصار اقتصادي من قبل الولايات المتحدة في عام 1960.
خلال فترة الحرب الباردة، اعتمد الاقتصاد الكوبي بشكل كبير على إعانات الاتحاد السوفييتي، التي بلغت قيمتها الكلية 65 مليار دولار منذ عام 1960 حتى 1990 (أكثر بثلاثة أضعاف من مجمل المساعدات الاقتصادية لأميركا اللاتينية)، وذلك بمتوسط يبلغ قدره 2.17 مليار دولار في العام الواحد. أدت المساعدات السوفييتية الكبيرة إلى تمكين ميزانية الدولة الهائلة لكوبا، لكنها لم تجعل الاقتصاد الكوبي أكثر تطورًا أو استدامةً؛ على الرغم من وصف الخبراء الاقتصادين بأنه «اقتصاد تصدير أميركي لاتيني متطور نسبيًا» في عام 1959 وفي أوائل ستينيات القرن العشرين، لكن البنية الاقتصادية الأساسية لكوبا قد تغيرت قليلًا جدًا بين ذاك الوقت وعام 1990. كانت منتجات التبغ مثل السيجار والسجائر المنتجات الوحيدة المصنعة بين الصادرات الرئيسة لكوبا، وحتى هذه كانت تُنتج بعمليات ما قبل الصناعة. بقي الاقتصاد الكوبي غير كفؤ ومتخصص للغاية في عدد قليل من السلع المدعومة بشكل كبير والمقدمة من دول الكتلة السوفيتية. عقب انهيار الاتحاد السوفيتي، تراجع إجمالي الناتج المحلي لكوبا بنسبة 33% بين عام 1990 وعام 1993، ويعود السبب الجزئي في ذلك إلى خسارة الإعانات السوفيتية، وانهيار سعر السكر في أوائل تسعينيات القرن العشرين. عاد إلى حالته الطبيعية في أوائل العقد الأول من القرن الحادي والعشرين بسبب اتحاد التحرر الهامشي للاقتصاد مع الإعانات الوفيرة من حكومة فنزويلا الاشتراكية الصديقة التي قدمت لكوبا نفطًا مخفض الكلفة بالإضافة إلى غيره من الإعانات التي وصلت إلى نسبة 12% من إجمالي الناتج المحلي لكوبا سنويًا. تحافظ كوبا على مستويات عالية من الرعاية الصحية والتعليم.

## تاريخيًا

### قبل الثورة
على الرغم من انتماء كوبا إلى بلدان الدخل المرتفع في أميركا اللاتينية منذ سبعينيات القرن التاسع عشر، لكن عدم المساواة في الدخل كانت مرتفعة ورافقتها تدفقات رأس المال إلى المستثمرين الأجانب. نما اقتصاد البلد بإيقاع سريع في الجزء الأول من القرن ودعمه بيع السكر للولايات المتحدة. قبيل الثورة الكوبية، احتلت كوبا المركز الخامس في نصف الكرة الأرضية، وذلك من حيث دخل الفرد، والمركز الثالث من حيث متوسط الأعمار، والمركز الثاني من حيث ملكية الفرد للسيارات والتلفونات، وكانت أيضًا في المركز الأول من حيث عدد مجموعات التلفاز لدى كل مواطن. ذكرت التقارير أن دخل الفرد في عام 1929 قد بلغ 41% من الولايات المتحدة وبالتالي كان أعلى من مسيسيبي وكارولينا الجنوبية. كان قربها من الولايات المتحدة سببًا جعل منها وجهة سياحية مألوفة للأميركيين الأثرياء.
زاروها من أجل المقامرة وركوب الخيل وممارسة الغولف وهو الأمر الذي جعل السياحة قطاعًا اقتصاديًا هامًا. وصفت المجلة الاقتصادية كباريه كوارترلي هافانا بأنها «سيدة المتعة وإلهة المسرات الخصبة الغنية». وبالنسبة لبيريز «كانت هافانا حينها ما أصبحت عليه لاس فيغاس الآن». كان للديكتاتور الكوبي فولجنسيو باتيستا خططًا ليربط ماليكون، ممشى هافانا الشهير بالقرب من المياه، مع الفنادق والكازينوهات ليجذب المزيد من السياحة. واليوم يُعتبر فندق هافانا ريفييرا الفندق الوحيد الذي بُني قبل أن تسيطر الحكومة الثورية. كان اقتصاد كوبا من محصول واحد (قصب السكر)، وكانت سوقه المحلية مقيدة. اتصف سكانها بالبطالة المزمنة والفقر المدقع. سيطرت شركات الولايات المتحدة الاحتكارية مثل بيثليهم ستيل كوربوريشن وسبير على الموارد الوطنية القيمة. سيطرت شركات الولايات المتحدة على كامل النظام المالي، وكل منتجات التيار الكهربائي وعلى غالبية الصناعة. تملك الشركات الاحتكارية الأميركية 25% من أفضل الأراضي في كوبا. امتلك أصحاب أراضي قصب السكر ورعي المواشي أكثر من 80% من الأراضي الزراعية. اتجه نسبة 90% من صادرات البلد من السكر الخام والتبغ إلى الولايات المتحدة. في عام 1956، سيطرت الشركات التي تملكها الولايات المتحدة على «90% من خدمات التلفون والكهرباء، وما يقارب 50% من خدمة السكك الحديدية العامة، ونحو40% من إنتاج السكر الخام»، وذلك وفقًا لتقرير نشرته وزارة التجارة. جنى رجال الأعمال الأميركيون أرباحًا من هذه الاستثمارات وهو ما تسبب بموجة استياء عند الشعب الكوبي. في خمسينيات القرن العشرين، لم يكن معظم الأطفال الكوبيون في المدارس. كانت الكهرباء متوفرة في 87% من المنازل المدنية، أما في المنازل الريفية فكانت النسبة 10%. تمتعت 15% فقط من المنازل الريفية بمياه الصنبور. كان قرابة نصف سكان الأرياف وربع إجمالي السكان أميين. تسبب الفقر والبطالة في المناطق الريفية بالهجرة إلى هافانا. كانت أكثر من 40% من القوى العاملة الكوبية في عام 1958 إما في حالة بطالة أو عمالة ناقصة.

### الثورة الكوبية
في الثالث من مارس عام 1959، سيطر فيدل كاسترو على شركة الهاتف الكوبية التي كانت شركة فرعية تابعة لشركة الهاتف والاتصالات الدولية. كانت هذه أولى عمليات التأميم العديدة التي قامت بها الحكومة الجديدة، ووصل إجمالي الأصول المستولى عليها إلى 9 مليارات دولار أميركي. وبعد ثورة عام 1959، لم يُطلب من المواطنين أن يدفعوا ضريبة دخل شخصي (اعتُبرت رواتبهم صافية من دون أي ضرائب). بدأت الحكومة أيضا بدعم الرعاية الصحية والتعليم لكل المواطنين؛ خلق هذا الأمر دعمًا وطنيًا قويًا للحكومة الثورية الجديدة. أعاد اتحاد الجمهوريات الاشتراكية السوفيتية وكوبا تأسيس علاقاتهم الدبلوماسية في أيار عام 1960، وبدأ اتحاد الجمهوريات الاشتراكية السوفياتية شراء السكر الكوبي مقابل النفط. رفضت مصافي النفط مثل شيل وتيكساكو وإيسو تصفية النفط الكوبي، وعندها قام كاسترو بتأميم تلك الصناعة أيضًا وسيطر على مصافي الجزيرة. استجابت الولايات المتحدة للأمر بعد بضعة أيام لاحقة فقطعت حصص السكر الكوبية بالكامل، نُقل عن آيزنهاور قوله: «يعد هذا الفعل بمثابة المقاطعات الاقتصادية ضد كوبا. علينا الآن أن ننظر إلى تحركات أخرى، اقتصادية ودبلوماسية واستراتيجية».
وفي السابع من فبراير عام 1962، وسع كينيدي حصار الولايات المتحدة ليشمل تقريبًا كل استيراداتها. وفي عام 1970، حاول فيدل كاسترو أن يحث الشعب الكوبي على حصد 10 ملايين طن من السكر، في الإسبانية تعرف بكلمة «لا زارفا»، من أجل زيادة صادراتهم وتنمية اقتصادهم.